# Bjørg Vatle
Bjørg Vatle, född 7 juni 1938 i Dale, Nordhordland, död 16 juli 2010 i Oslo, var en norsk skådespelare.
Vatle verkade vid Nationaltheatret, Oslo Nye Teater, Riksteatret, Det norske teatret och Filiokus Teatret. Hon medverkade även i fem filmer och lika många TV-teaterföreställningar med debut 1960 i Nils R. Müllers Det store varpet.

## Filmografi
- 1960 – Det store varpet
- 1962 – Hånden på hjertet
- 1962 – Kort är sommaren
- 1965 – Vaktpostene
- 1969 – Frøken Rosita
- 1969 – La ditt problem bli vårt problem
- 1976 – Erika
- 1981 – Septembermordet
- 1995 – Kristin Lavransdotter
- 1996 – Hamsun